# Big Gold Belt

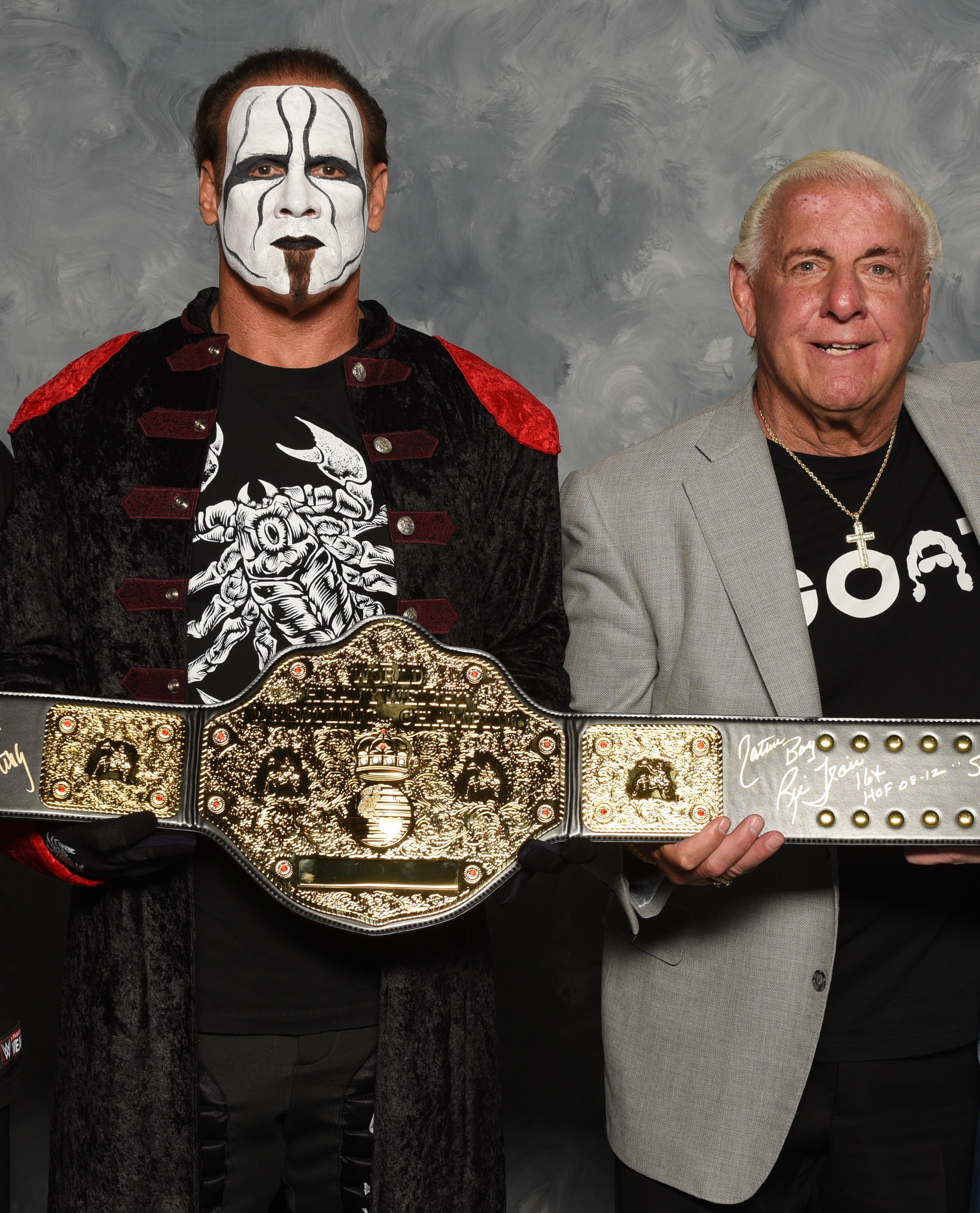
Sting e Ric Flair con la versione WCW della Big Gold Belt (2017)

Big Gold Belt è un termine inglese utilizzato per indicare la cintura del World Heavyweight Championship, uno dei titoli più importanti nella storia del wrestling.
La cintura fu creata nel 1985 su richiesta della National Wrestling Alliance per essere assegnata al detentore dell'NWA World Heavyweight Championship. Essa era costituita da tre placche in oro, una grande al centro e due più piccole accanto ad essa, ed una striscia in basso con inciso il nome del campione; nella parte centrale si trovava la scritta "World Heavyweight Wrestling Champion" ed un globo terracqueo sormontato da una corona con due lottatori ai lati.

## Storia

### NWA World Heavyweight Championship
Tra il 21 marzo ed il 19 maggio 1991 Tatsumi Fujinami fu riconosciuto come NWA Champion in seguito ad una vittoria oggetto di disputa contro Ric Flair; nell'occasione Flair mantenne fisicamente il possesso della Cintura diventando primo WCW Champion, mentre Fujinami fu insignito del titolo di NWA Champion, utilizzando la vecchia cintura dell'NWA World Heavyweight Championship. In seguito Flair sconfisse Fujinami e unificò i due titoli, mantenendo la "Big Gold Belt" come titolo del mondo NWA.
Per un breve periodo nell'autunno del 1991, in seguito al suo allontanamento dalla WCW, Flair indossò la cintura nella World Wrestling Federation definendosi "Real World Champion"; ciò accadde sia prima che dopo che Flair venne privato della cintura da parte della NWA, poiché il wrestler aveva regolarmente pagato il deposito di 25.000 dollari previsto per il detentore della cintura, ma quando lasciò la WCW non gli fu restituito; Flair divenne quindi proprietario della cintura e la WCW fu costretta in seguito a ricomprarla da Flair pagando 38.000 dollari.
Nonostante Flair fosse stato privato del titolo nel settembre del 1991, la cintura restò vacante sino all'agosto del 1992, quando Masahiro Chono vinse un torneo e venne incoronato nuovo NWA World Heavyweight Champion con la vecchia cintura della NWA. Quando però Flair restituì la "Big Gold Belt" , questa tornò nuovamente ad indicare l'NWA Champion, diventando tuttavia di proprietà della WCW.
La WCW aveva nel frattempo reintrodotto un proprio Titolo del Mondo dopo la dipartita di Flair, utilizzando il design di un vecchio titolo della NWA (l'"NWA Florida"). Il primo detentore di questa nuova cintura fu Lex Luger, il quale sconfisse Barry Windham in uno Steel Cage match valido per il titolo.
Si arrivò dunque ad avere due titoli del mondo nella stessa federazione: il WCW World Heavyweight Championship e l'NWA World Heavyweight Championship.

### WCW International Heavyweight Championship
Nel settembre del 1993 la WCW si distaccò dalla NWA e questo ebbe ripercussioni anche sui titoli: la NWA non riconobbe più la "Big Gold Belt"  come proprio titolo assoluto e reintrodusse la storica cintura NWA e la riassegnò in un torneo. La "Big Gold Belt" cambiò nome in WCW International Heavyweight Championship e fu conquistata in un'occasione da Flair, che la perse in seguito in favore di Rick Rude.
Nella WCW erano quindi di nuovo presenti due titoli del mondo: il WCW World Championship e il WCW International Championship. Flair tentò un nuovo assalto al titolo internazionale, ma senza risultato; puntò quindi al Titolo del Mondo e lo vinse sconfiggendo Big Van Vader. Unificò in seguito titolo internazionale e titolo del mondo sconfiggendo a Clash of The Champions XXVII Sting, allora detentore del WCW International Championship.

### WCW World Heavyweight Championship
L'unificazione delle cinture da parte di Flair determinò un fatto importante: da quel momento la Big Gold Belt fu utilizzata come unica cintura di campione del mondo della World Championship Wrestling.
Quando la World Wrestling Federation acquistò la WCW nel 2001, il WCW World Heavyweight Championship continuò ad essere utilizzato come titolo principale della WCW durante l'angle dell'Invasion. Quando la storyline terminò la Cintura fu privata dell'indicazione "WCW" e fu in seguito unificato con il WWF Championship. L'albo d'oro della cintura terminò ufficialmente con Booker T, ultimo detentore del WCW World Heavyweight Championship prima che la WWF acquistasse la WCW e denominò la cintura semplicemente World Championship.

### Undisputed WWF Championship
In seguito all'unificazione dei titoli del mondo WWF e WCW, le cinture che li rappresentavano furono utilizzate assieme per identificare la figura dell'Undisputed Champion fino a quando non fu introdotta una nuova cintura nell'aprile del 2002.

### World Heavyweight Championship
La Big Gold Belt, privata di un riferimento al nome della federazione, fu reintrodotta nel settembre del 2002 come titolo massimo del roster di Raw. Nel marzo 2003 fu rimpiazzata da una versione leggermente modificata, che presentava anche il logo della WWE nella placca centrale.
Il 15 dicembre 2013, il WWE Champion Randy Orton ha sconfitto il World Heavyweight Champion John Cena a TLC: Tables, Ladders & Chairs in un TLC match per unificare i titoli; con questo, Orton è stato riconosciuto come l'ultimo World Heavyweight Champion, e il giorno successivo il titolo è stato ufficialmente ritirato dalla WWE.
Il 24 aprile 2023 il titolo è stato reintrodotto.

## Curiosità
- Quando Ric Flair apparve negli show televisivi della WWF con la cintura, quest'ultima fu "censurata" in post-produzione.